# Hochheim (Erfurt)
Hochheim, Erfurt-Hochheim – dzielnica miasta Erfurt w Niemczech, w kraju związkowym Turyngia. 